# Pasquale Franco
Pasquale Franco (Altamura, 15 dicembre 1912 – 18 luglio 1996) è stato un politico italiano.

## Biografia
Insegnante di storia e filosofia. Negli anni Cinquanta si impegna alla costruzione del movimento operaio e popolare in Basilicata. 
Eletto alla Camera dei deputati nel 1958 con il Partito Socialista Italiano per la III Legislatura; viene riconfermato anche nella IV. Nel 1964 lascia il PSI per contribuire alla nascita del Partito Socialista Italiano di Unità Proletaria. Termina il proprio mandato parlamentare nel 1968.
Muore nel 1996, a quasi 84 anni.